# Llum de vetlla

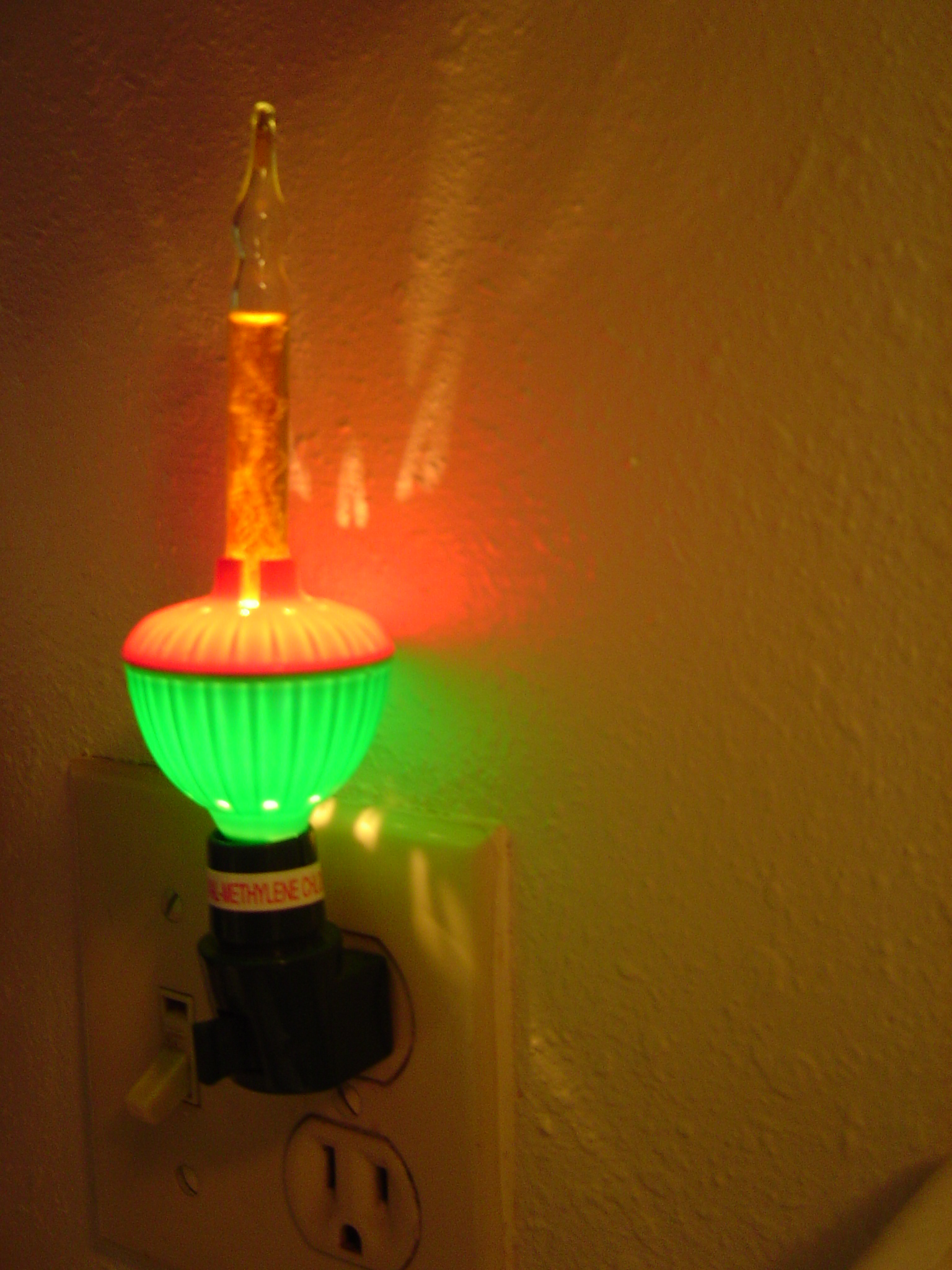
Làmpada de bombolla com llum de vetlla

Un llum de vetlla o làmpada de vetlla és una petita làmpada destinada a quedar encesa tota la nit o en un entorn fosc.
Se subministra també amb forma de bombeta, en diferents colors, que es pot connectar directament a un endoll, sota forma de joguina, de doudou, de garlanda... Serveix sobretot per a calmar i acompanyar els infants i els nens petits durant el son.

## Galeria

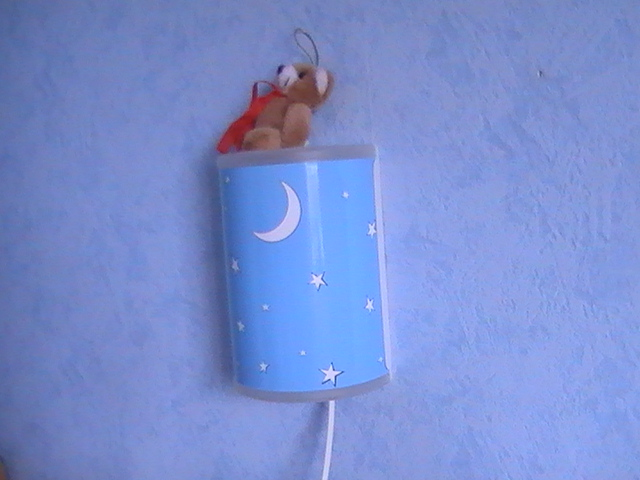
Làmpada de vetlla per a nens (de paret)
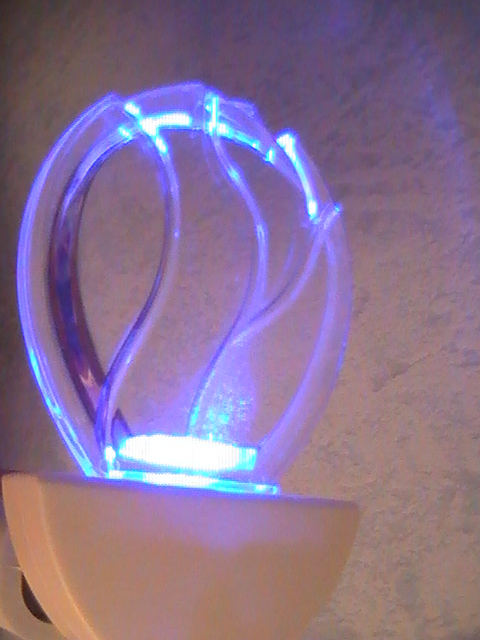
Làmpada de vetlla per a nens (bombeta)